# Merkle–Damgård konstruktion
Indenfor kryptografi er Merkle–Damgård konstruktionen en metode, der bruges til at danne kollisionsresistente (en) kryptografiske-hashfunktioner ud fra kollisionsresistente envejs-kompressionsfunktioner (en). Konstruktionen er blevet benyttet til at designe populære hashfunktioner såsom MD5, SHA-1 og SHA-2.
Konstruktionen blev beskrevet i Ralph Merkles ph.d.-afhandling fra 1979. Ralph Merkle (en) og Ivan Damgård beviste uafhængigt af hinanden at konstruktionen er sund.